# Boulemane
Boulemane ou Boulmane (pronúncia: bulemane; em amazigue ⴱⵓⵍⵎⴰⵏ, em árabe: بولمان‎) é uma pequena cidade do centro-norte de Marrocos, situada na cordilheira do Médio Atlas. É a capital da província homónima, que faz parte da região de Fez-Boulemane. Em 2004 tinha 6 910 habitantes e estimava-se que em 2010 tivesse 7 593.